# Аллоказуарина
Аллоказуари́на (лат. Allocasuarína) — дерево; род семейства Казуариновые. Произрастает в южной части Австралии.

## Ботаническое описание

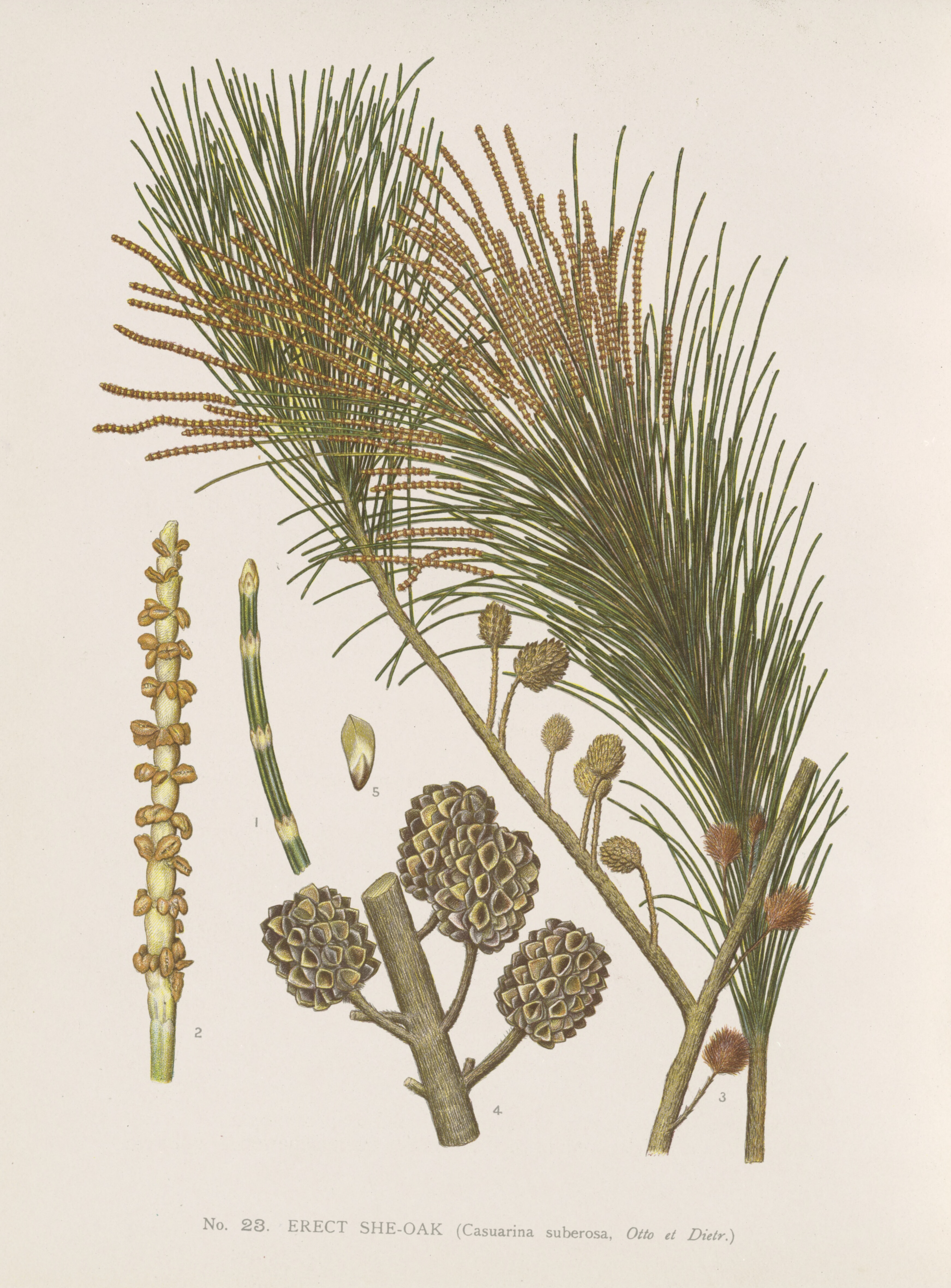
Allocasuarina littoralis. Ботаническая иллюстрация Edward Minchin, из книги Joseph Maiden, «The Flowering Plants and Ferns of New South Wales — Part 6», 1897 год.

Известны длинными, сегментированными ветками, называемыми кладодес, напоминающими сосновые иглы, хотя фактически это цветковое растение. Сами листья редуцированы до небольших чешуек, окружающих каждый сустав ветки. Упавшие кладодесы формируют на почве плотный, мягкий покров, предотвращающий рост подлеска.
Другая характерная особенность — колючая «шишка» размером с жёлудь, но структурой больше похожей на шишку хвойных.

## Распространение и экология
Как и у бобовых, корни этого растения обладают узлами, содержащими симбиотические азотофиксирущие бактерии, вместе с высокой приспособляемостью к засухам позволяет аллоказуаринам процветать на очень плохой почве и в полузасушливых областях. Из-за способности развивать мощные корневые системы на плохих или песчаных почвах, этот вид часто используют для фиксации дюн или почвы в зонах эрозии.
Аллоказуарины также используется как декоративное растение, хотя плотный покров опавшей «хвои» может стать большой неприятностью.
Они хуже, чем эвкалипты, выдерживают лесные пожары.
Окаменелости близких видов были найдены в слоях, относящихся ко времени Гондваны.

## Применение
Твердая древесина и хорошая текстура делают аллоказуарины популярным для столярных поделок.
Аллоказуарины известны как превосходные дрова, поскольку они сгорают с небольшим количеством пепла.

## Виды
По информации базы данных The Plant List, род включает 61 вид:
- Allocasuarina acuaria (F.Muell.) L.A.S.Johnson
- Allocasuarina acutivalvis (F.Muell.) L.A.S.Johnson
- Allocasuarina brachystachya L.A.S.Johnson
- Allocasuarina campestris (Diels) L.A.S.Johnson
- Allocasuarina corniculata (F.Muell.) L.A.S.Johnson
- Allocasuarina crassa L.A.S.Johnson
- Allocasuarina decaisneana (F.Muell.) L.A.S.Johnson
- Allocasuarina decussata (Benth.) L.A.S.Johnson — Karri Oak
- Allocasuarina defungens L.A.S.Johnson
- Allocasuarina dielsiana (C.A.Gardner) L.A.S.Johnson
- Allocasuarina diminuta L.A.S.Johnson
- Allocasuarina distyla (Vent.) L.A.S.Johnson — Scrub sheoak
- Allocasuarina drummondiana (Miq.) L.A.S.Johnson
- Allocasuarina duncanii — Duncan's sheoak
- Allocasuarina emuina L.A.S.Johnson
- Allocasuarina eriochlamys L.A.S.Johnson
- Allocasuarina fibrosa (C.A.Gardner) L.A.S.Johnson
- Allocasuarina filidens L.A.S.Johnson
- Allocasuarina fraseriana (Miq.) L.A.S.Johnson — Common sheoak
- Allocasuarina glareicola L.A.S.Johnson[2]
- Allocasuarina globosa L.A.S.Johnson
- Allocasuarina grampiana L.A.S.Johnson
- Allocasuarina grevilleoides (Diels) L.A.S.Johnson
- Allocasuarina gymnanthera L.A.S.Johnson
- Allocasuarina helmsii (Ewart & Gordon) L.A.S.Johnson
- Allocasuarina huegeliana (Miq.) L.A.S.Johnson — Rock sheoak
- Allocasuarina humilis (Otto & A.Dietr.) L.A.S.Johnson
- Allocasuarina inophloia (F.Muell. & F.M.Bailey) L.A.S.Johnson
- Allocasuarina lehmanniana (Miq.) L.A.S.Johnson — Dune sheoak
- Allocasuarina littoralis (Salisb.) L.A.S.Johnson — Black sheoak[3]
- Allocasuarina luehmannii (R.T.Baker) L.A.S.Johnson — Bull-oak or buloke
- Allocasuarina mackliniana L.A.S.Johnson — Dwarf sheoak
- Allocasuarina media L.A.S.Johnson
- Allocasuarina microstachya (Miq.) L.A.S.Johnson
- Allocasuarina misera L.A.S.Johnson
- Allocasuarina monilifera L.A.S.Johnson
- Allocasuarina muelleriana (Miq.) L.A.S.Johnson — Slaty sheoak
- Allocasuarina nana (Sieber ex Spreng.) L.A.S.Johnson
- Allocasuarina ophiolitica L.A.S.Johnson
- Allocasuarina paludosa (Sieber ex Spreng.) L.A.S.Johnson — Scrub sheoak
- Allocasuarina paradoxa (Macklin) L.A.S.Johnson
- Allocasuarina pinaster (C.A.Gardner) L.A.S.Johnson
- Allocasuarina portuensis L.A.S.Johnson[4]
- Allocasuarina pusilla (Macklin) L.A.S.Johnson
- Allocasuarina ramosissima (C.A.Gardner) L.A.S.Johnson
- Allocasuarina rigida (Miq.) L.A.S.Johnson
- Allocasuarina robusta (Macklin) L.A.S.Johnson
- Allocasuarina rupicola L.A.S.Johnson
- Allocasuarina scleroclada L.A.S.Johnson
- Allocasuarina simulans L.A.S.Johnson
- Allocasuarina spinosissima (C.A.Gardner) L.A.S.Johnson
- Allocasuarina striata (Macklin) L.A.S.Johnson — Small bull-oak
- Allocasuarina tessellata (C.A.Gardner) L.A.S.Johnson
- Allocasuarina thalassoscopica L.A.S.Johnson
- Allocasuarina thuyoides (Miq.) L.A.S.Johnson
- Allocasuarina tortiramula E.M.Benn.
- Allocasuarina torulosa (Aiton) L.A.S.Johnson — Forest sheoak
- Allocasuarina trichodon (Miq.) L.A.S.Johnson
- Allocasuarina verticillata (Lam.) L.A.S.Johnson — Drooping sheoak[5]
- Allocasuarina zephyrea L.A.S.Johnson

| |  |  |  |
| Слева направо: Ветви и ствол Allocasuarina verticillata, Плоды Allocasuarina decaisneana, Allocasuarina inophloia |  |  |  |